# Твёрдое фэнтези

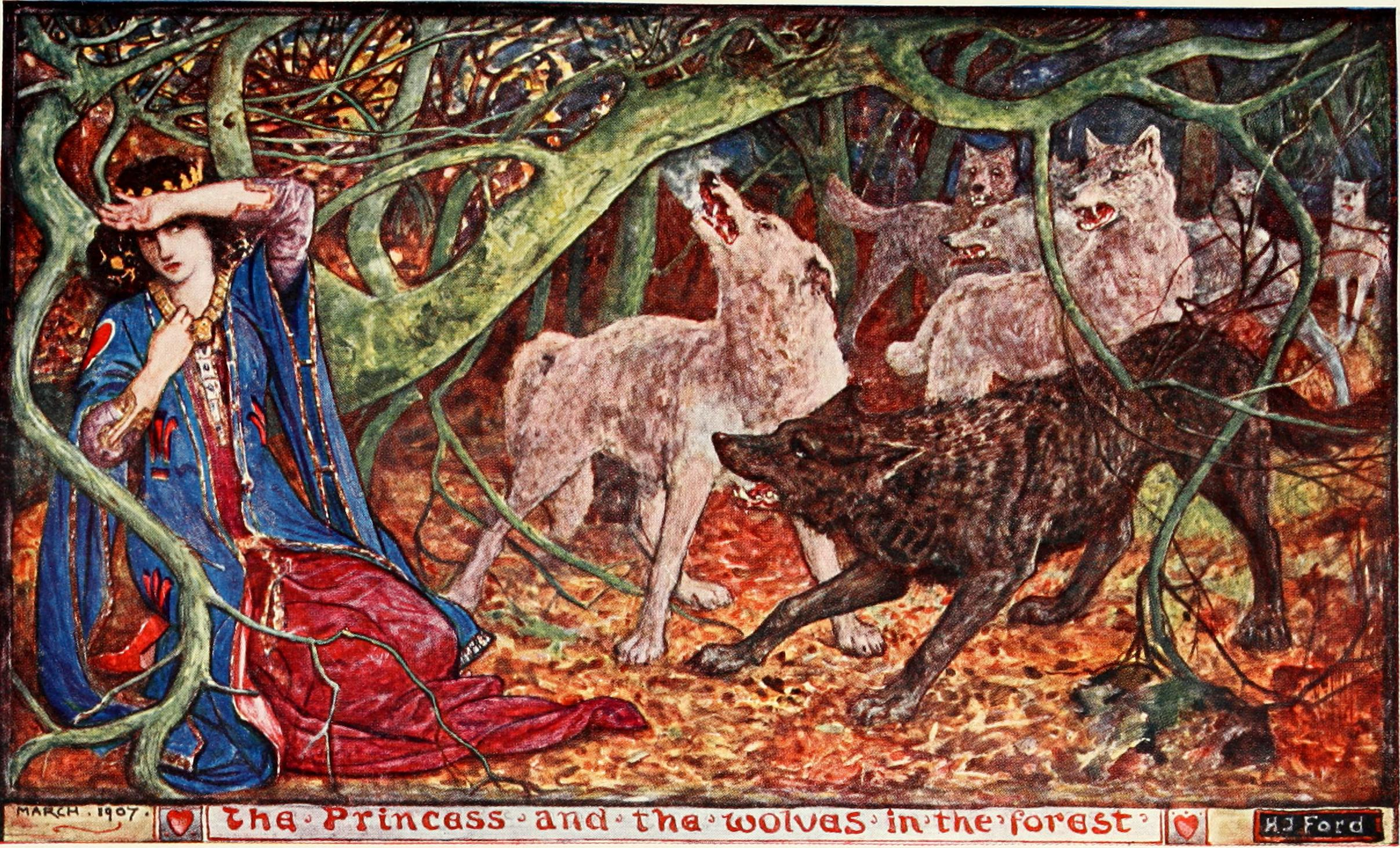
Картина 1907 года Генри Джастиса Форда.

Твёрдое фэнтези (англ. hard fantasy) — поджанр фэнтезийной литературы, стремящийся представить историю в форме рационального и знакомого мира. Твёрдое фэнтези похоже на сходную с именем твёрдую научную фантастику тем, что оба жанра направлены на создание своих соответствующих миров в строгой и логической манере, тем самым являясь подкатегорией рациональной фантастики, с идентичными идеями. Но они расходятся в том, что твёрдая научная фантастика использует реальные научные принципы в качестве отправной точки, в то время, как твёрдое фэнтези не требует начальных условий и не может существовать согласно текущему научному пониманию.
В отличие от своего родственного жанра, определение твёрдого фэнтези является аморфным на практике. Некоторые примеры этого жанра имеют альтернативные географию и культуру без присутствия магии, драконов и эльфов, которых стереотипно можно найти в других фэнтези. Другие произведения твёрдого фэнтези могут показать эти элементы, но с более подробным объяснением их существования.
Разные аспекты твёрдого фэнтези могут относиться к разным литературным элементам: историческая последовательность и фольклор («Властелин колец» Дж. Р. Р. Толкина); чётко определённые магические системы (серия «Рождённый туманом» Б. Сандерсона, «Имя ветра» П. Ротфусса, иногда — «Песнь Льда и Огня» Дж. Мартина — из-за политической системы, хотя позднее устанавливаются лишь рамки магии, которой обучаются главные персонажи)

## Примеры
- «The Incomplete Enchanter» (1941) Ф. Пратта и Л. С. Де Кампа;
- «Корпорация „Магия“» (1941) Р. Э. Хайнлайна;
- «Властелин колец» (англ. Lord of the Rings) (1954—1955) Дж. Р. Р. Толкиена;
- «Три сердца и три льва» (англ. Three Hearts and Three Lions) (1961) П. Андерсона;
- «Магия уходит» (англ. Magic Goes Away) (1976]) Л. Нивена;
- «Непокорённая страна» (англ. Unconquered Country) (1986) Дж. Раймана;
- «Драконий котёл» (англ. Dragon Cauldron) (1991) Л. Йепа;
- «Отшельничий остров» (англ. Saga of Recluce) (1991-) Л. Э. Модезитта;
- «Дочь железного дракона» (англ. The Iron Dragon’s Daughter) (1993) М. Суэнвика;
- «Метрополитен» (англ. Metropolitan) (1995) У. Дж. Уильямса;
- «Рождённый туманом» (англ. Mistborn) (2006—2008) Б. Сандерсона;
- «Хроника убийцы короля» (англ. The Kingkiller Chronicles) (2007-) П. Ротфусса;
- «The Stormlight Archive» (2010-) Б. Сандерсона;
- «Реки Лондона» (англ. Rivers of London) (2013) Б. Аароновича.